# Epimedium elachyphyllum
Epimedium elachyphyllum là một loài thực vật có hoa trong họ Hoàng mộc. Loài này được Stearn mô tả khoa học đầu tiên năm 2002.